# Pomník padlým 1. světové války (Bratislava)

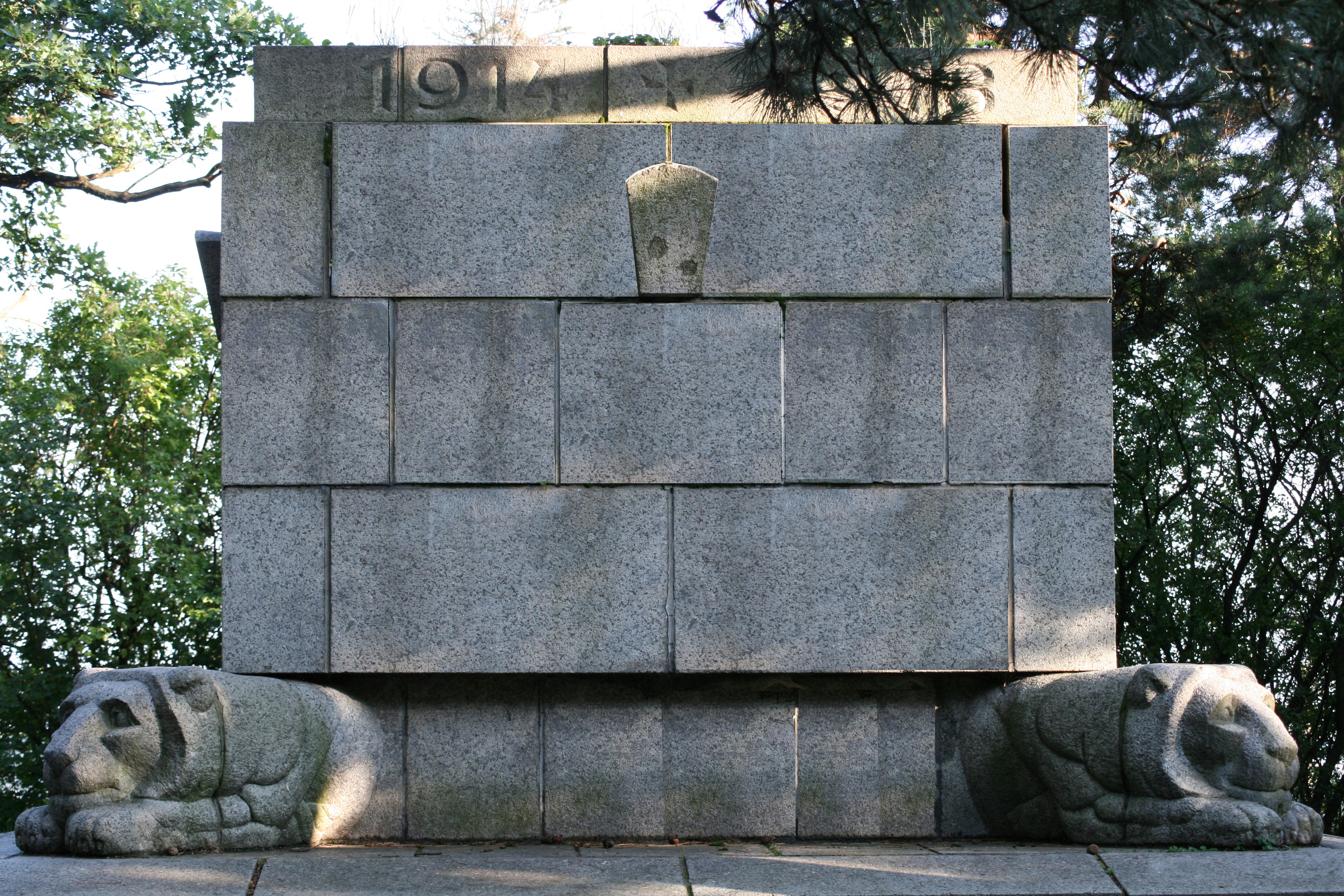
Pomník padlým 1. světové války (Bratislava)

Pomník padlým v 1. světové válce je národní kulturní památka zapsaná v Ústředním seznamu památkového fondu (pod číslem 11396/1) nacházející se v bratislavské městské části Staré město na Ulici francouzských partyzánů v Horském parku na tzv. Murmanské výšině. Za národní kulturní památku byl objekt prohlášen 22. března 2002.
Památník je postaven na památku padlým v 1. světové válce. Jde o jednoduchou stavbu se čtvercovým půdorysem ve tvaru velkého kamenného sarkofágu postaveného na hřbetech lvů. Na vrchní části pomníku je nápis: 1914 – 1918.
Pomník vyrobil známý bratislavský sochař Alojz Rigele ve spolupráci s architektem Franzem Wimmerem; vyrobený je z granitu. Odhalený byl v roce 1920.